# Volta a Burgos de 2020
A 42.ª edição da Volta a Burgos foi uma carreira de ciclismo de estrada por etapas que se celebrou entre 28 de julho e 1 de agosto de 2020 na província de Burgos na Espanha, com início na cidade de Burgos e final no porto de montanha de Lagoas de Neila sobre um percurso de 796 quilómetros.
A carreira fez parte do UCI ProSeries de 2020, calendário ciclístico mundial de segunda divisão, dentro da categoria UCI 2.pro. O vencedor final foi o belga Remco Evenepoel da Deceuninck-Quick Step. Completaram o pódio, como segundo e terceiro classificado respectivamente, o espanhol Mikel Landa da Bahrain McLaren e o português João Almeida, colega de equipa do ganhador.

## Equipas participantes
Tomaram parte na carreira 22 equipas: 14 de categoria UCI WorldTeam, 6 de categoria UCI ProTeam e 2 de categoria Continental. Formaram assim um pelotão de 153 ciclistas dos que acabaram 127. As equipas participantes foram:
| Equipes WorldTeam (14)- Deceuninck-Quick Step - Bora-Hansgrohe - Groupama-FDJ - Bahrain McLaren - Israel Start-Up Nation - CCC Team - Movistar Team - Jumbo-Visma - UAE Team Emirates - NTT Pro Cycling - Mitchelton-Scott - Ineos - Astana - Trek-Segafredo Equipes ProTeam (6)- Gazprom-RusVelo - Caja Rural-Seguros RGA - Nippo Delko One Provence - Burgos-BH - Bingoal-Wallonie Bruxelles - Euskaltel-Euskadi Equipes Continentais (2)- Equipo Kern Pharma - Kometa-Xstra |
| |

## Percorrido
A Volta a Burgos dispôs de cinco etapas para um percurso total de 796 quilómetros.
| Etapa | Data    | Percurso                                                   | type            | Distância (km) | Vencedor            | Líder geral         |
| ----- | ------- | ---------------------------------------------------------- | --------------- | -------------- | ------------------- | ------------------- |
| 1     | 28 jul. | Burgos – Burgos                                            | etapa plana     | 157            | Felix Großschartner | Felix Großschartner |
| 2     | 29 jul. | Castrojeriz – Villadiego                                   | etapa plana     | 168            | Fernando Gaviria    | Felix Großschartner |
| 3     | 30 jul. | Sargentes de la Lora                                       | média montanha  | 150            | Remco Evenepoel     | Remco Evenepoel     |
| 4     | 31 jul. | Gumiel de Izán – Roa                                       | etapa escarpada | 163            | Sam Bennett         | Remco Evenepoel     |
| 5     | 1 ago.  | Covarrubias – Parque natural das Lagoas Glaciares de Neila | alta montanha   | 158            | Iván Ramiro Sosa    | Remco Evenepoel     |

### 1.ª etapa
| Burgos - Burgos | etapa plana | (157 km) |

| \| Classificação por etapas \| Classificação por etapas \| Classificação por etapas \| Classificação por etapas \| Classificação por etapas \| \| Ciclista \| Ciclista \| Equipe \| Tempo \| \| \| ------------------------ \| ------------------------ \| ------------------------ \| ------------------------ \| ------------------------ \| \| 1. \| Felix Großschartner \| Bora-Hansgrohe \| 3h40m21s \| \| \| 2. \| João Almeida \| Deceuninck-Quick Step \| + 8s \| \| \| 3. \| Alejandro Valverde \| Movistar Team \| + 8s \| \| \| 4. \| Alex Aranburu \| Astana \| + 8s \| \| \| 5. \| Mikel Landa \| Bahrain McLaren \| + 8s \| \| \| 6. \| David Gaudu \| Groupama-FDJ \| + 8s \| \| \| 7. \| Jon Aberasturi \| Caja Rural-Seguros RGA \| + 8s \| \| \| 8. \| Jay McCarthy \| Bora-Hansgrohe \| + 8s \| \| \| 9. \| Matteo Trentin \| CCC Team \| + 8s \| \| \| 10. \| Remco Evenepoel \| Deceuninck-Quick Step \| + 8s \| \| |                     |                        |          |
| |                     |                        |          |
| Fonte: ProCyclingStats |                     |                        |          |
| Classificação por etapas |                     |                        |          |
| Ciclista | Ciclista            | Equipe                 | Tempo    |
| 1. | Felix Großschartner | Bora-Hansgrohe         | 3h40m21s |
| 2. | João Almeida        | Deceuninck-Quick Step  | + 8s     |
| 3. | Alejandro Valverde  | Movistar Team          | + 8s     |
| 4. | Alex Aranburu       | Astana                 | + 8s     |
| 5. | Mikel Landa         | Bahrain McLaren        | + 8s     |
| 6. | David Gaudu         | Groupama-FDJ           | + 8s     |
| 7. | Jon Aberasturi      | Caja Rural-Seguros RGA | + 8s     |
| 8. | Jay McCarthy        | Bora-Hansgrohe         | + 8s     |
| 9. | Matteo Trentin      | CCC Team               | + 8s     |
| 10. | Remco Evenepoel     | Deceuninck-Quick Step  | + 8s     |

| \| Classificação geral \| Classificação geral \| Classificação geral \| Classificação geral \| Classificação geral \| \| Ciclista \| Ciclista \| Equipe \| Tempo \| \| \| ------------------- \| ------------------- \| ---------------------- \| ------------------- \| ------------------- \| \| 1. \| Felix Großschartner \| Bora-Hansgrohe \| 3h40m21s \| \| \| 2. \| João Almeida \| Deceuninck-Quick Step \| + 8s \| \| \| 3. \| Alejandro Valverde \| Movistar Team \| + 8s \| \| \| 4. \| Alex Aranburu \| Astana \| + 8s \| \| \| 5. \| Mikel Landa \| Bahrain McLaren \| + 10s \| \| \| 6. \| David Gaudu \| Groupama-FDJ \| + 10s \| \| \| 7. \| Jon Aberasturi \| Caja Rural-Seguros RGA \| + 10s \| \| \| 8. \| Jay McCarthy \| Bora-Hansgrohe \| + 10s \| \| \| 9. \| Matteo Trentin \| CCC Team \| + 10s \| \| \| 10. \| Remco Evenepoel \| Deceuninck-Quick Step \| + 10s \| \| |                     |                        |          |
| |                     |                        |          |
| Fonte: ProCyclingStats |                     |                        |          |
| Classificação geral |                     |                        |          |
| Ciclista | Ciclista            | Equipe                 | Tempo    |
| 1. | Felix Großschartner | Bora-Hansgrohe         | 3h40m21s |
| 2. | João Almeida        | Deceuninck-Quick Step  | + 8s     |
| 3. | Alejandro Valverde  | Movistar Team          | + 8s     |
| 4. | Alex Aranburu       | Astana                 | + 8s     |
| 5. | Mikel Landa         | Bahrain McLaren        | + 10s    |
| 6. | David Gaudu         | Groupama-FDJ           | + 10s    |
| 7. | Jon Aberasturi      | Caja Rural-Seguros RGA | + 10s    |
| 8. | Jay McCarthy        | Bora-Hansgrohe         | + 10s    |
| 9. | Matteo Trentin      | CCC Team               | + 10s    |
| 10. | Remco Evenepoel     | Deceuninck-Quick Step  | + 10s    |

### 2.ª etapa
| Castrojeriz - Villadiego | etapa plana | (168 km) |

| \| Classificação por etapas \| Classificação por etapas \| Classificação por etapas \| Classificação por etapas \| Classificação por etapas \| \| Ciclista \| Ciclista \| Equipe \| Tempo \| \| \| ------------------------ \| ------------------------ \| ------------------------ \| ------------------------ \| ------------------------ \| \| 1. \| Fernando Gaviria \| UAE Team Emirates \| 3h55m38s \| \| \| 2. \| Arnaud Démare \| Groupama-FDJ \| + 0s \| \| \| 3. \| Sam Bennett \| Deceuninck-Quick Step \| + 0s \| \| \| 4. \| Matteo Trentin \| CCC Team \| + 0s \| \| \| 5. \| Jon Aberasturi \| Caja Rural-Seguros RGA \| + 0s \| \| \| 6. \| Jasper Stuyven \| Trek-Segafredo \| + 0s \| \| \| 7. \| Giacomo Nizzolo \| NTT Pro Cycling \| + 0s \| \| \| 8. \| Edward Theuns \| Trek-Segafredo \| + 0s \| \| \| 9. \| Pascal Eenkhoorn \| Jumbo-Visma \| + 0s \| \| \| 10. \| Mikel Aristi \| Euskaltel-Euskadi \| + 0s \| \| |                  |                        |          |
| |                  |                        |          |
| Fonte: ProCyclingStats |                  |                        |          |
| Classificação por etapas |                  |                        |          |
| Ciclista | Ciclista         | Equipe                 | Tempo    |
| 1. | Fernando Gaviria | UAE Team Emirates      | 3h55m38s |
| 2. | Arnaud Démare    | Groupama-FDJ           | + 0s     |
| 3. | Sam Bennett      | Deceuninck-Quick Step  | + 0s     |
| 4. | Matteo Trentin   | CCC Team               | + 0s     |
| 5. | Jon Aberasturi   | Caja Rural-Seguros RGA | + 0s     |
| 6. | Jasper Stuyven   | Trek-Segafredo         | + 0s     |
| 7. | Giacomo Nizzolo  | NTT Pro Cycling        | + 0s     |
| 8. | Edward Theuns    | Trek-Segafredo         | + 0s     |
| 9. | Pascal Eenkhoorn | Jumbo-Visma            | + 0s     |
| 10. | Mikel Aristi     | Euskaltel-Euskadi      | + 0s     |

| \| Classificação geral \| Classificação geral \| Classificação geral \| Classificação geral \| Classificação geral \| \| Ciclista \| Ciclista \| Equipe \| Tempo \| \| \| ------------------- \| ------------------- \| ---------------------- \| ------------------- \| ------------------- \| \| 1. \| Felix Großschartner \| Bora-Hansgrohe \| 7h35m59s \| \| \| 2. \| Jon Aberasturi \| Caja Rural-Seguros RGA \| + 8s \| \| \| 3. \| Matteo Trentin \| CCC Team \| + 8s \| \| \| 4. \| Jasper Stuyven \| Trek-Segafredo \| + 8s \| \| \| 5. \| Giacomo Nizzolo \| NTT Pro Cycling \| + 8s \| \| \| 6. \| Alejandro Valverde \| Movistar Team \| + 8s \| \| \| 7. \| Mikel Landa \| Bahrain McLaren \| + 8s \| \| \| 8. \| George Bennett \| Jumbo-Visma \| + 8s \| \| \| 9. \| Esteban Chaves \| Mitchelton-Scott \| + 8s \| \| \| 10. \| Richard Carapaz \| Team Ineos \| + 8s \| \| |                     |                        |          |
| |                     |                        |          |
| Fonte: ProCyclingStats |                     |                        |          |
| Classificação geral |                     |                        |          |
| Ciclista | Ciclista            | Equipe                 | Tempo    |
| 1. | Felix Großschartner | Bora-Hansgrohe         | 7h35m59s |
| 2. | Jon Aberasturi      | Caja Rural-Seguros RGA | + 8s     |
| 3. | Matteo Trentin      | CCC Team               | + 8s     |
| 4. | Jasper Stuyven      | Trek-Segafredo         | + 8s     |
| 5. | Giacomo Nizzolo     | NTT Pro Cycling        | + 8s     |
| 6. | Alejandro Valverde  | Movistar Team          | + 8s     |
| 7. | Mikel Landa         | Bahrain McLaren        | + 8s     |
| 8. | George Bennett      | Jumbo-Visma            | + 8s     |
| 9. | Esteban Chaves      | Mitchelton-Scott       | + 8s     |
| 10. | Richard Carapaz     | Team Ineos             | + 8s     |

### 3.ª etapa
| Sargentes de la Lora - | média montanha | (150 km) |

| \| Classificação por etapas \| Classificação por etapas \| Classificação por etapas \| Classificação por etapas \| Classificação por etapas \| \| Ciclista \| Ciclista \| Equipe \| Tempo \| \| \| ------------------------ \| ------------------------ \| ------------------------ \| ------------------------ \| ------------------------ \| \| 1. \| Remco Evenepoel \| Deceuninck-Quick Step \| 3h59m09s \| \| \| 2. \| George Bennett \| Jumbo-Visma \| + 18s \| \| \| 3. \| Mikel Landa \| Bahrain McLaren \| + 32s \| \| \| 4. \| Esteban Chaves \| Mitchelton-Scott \| + 35s \| \| \| 5. \| João Almeida \| Deceuninck-Quick Step \| + 45s \| \| \| 6. \| Ben Hermans \| Israel Start-Up Nation \| + 52s \| \| \| 7. \| Richard Carapaz \| Team Ineos \| + 52s \| \| \| 8. \| Fabio Aru \| UAE Team Emirates \| + 1m03s \| \| \| 9. \| Joel Nicolau \| Caja Rural-Seguros RGA \| + 1m20s \| \| \| 10. \| Mikel Nieve \| Mitchelton-Scott \| + 1m20s \| \| |                 |                        |          |
| |                 |                        |          |
| Fonte: ProCyclingStats |                 |                        |          |
| Classificação por etapas |                 |                        |          |
| Ciclista | Ciclista        | Equipe                 | Tempo    |
| 1. | Remco Evenepoel | Deceuninck-Quick Step  | 3h59m09s |
| 2. | George Bennett  | Jumbo-Visma            | + 18s    |
| 3. | Mikel Landa     | Bahrain McLaren        | + 32s    |
| 4. | Esteban Chaves  | Mitchelton-Scott       | + 35s    |
| 5. | João Almeida    | Deceuninck-Quick Step  | + 45s    |
| 6. | Ben Hermans     | Israel Start-Up Nation | + 52s    |
| 7. | Richard Carapaz | Team Ineos             | + 52s    |
| 8. | Fabio Aru       | UAE Team Emirates      | + 1m03s  |
| 9. | Joel Nicolau    | Caja Rural-Seguros RGA | + 1m20s  |
| 10. | Mikel Nieve     | Mitchelton-Scott       | + 1m20s  |

| \| Classificação geral \| Classificação geral \| Classificação geral \| Classificação geral \| Classificação geral \| \| Ciclista \| Ciclista \| Equipe \| Tempo \| \| \| ------------------- \| ------------------- \| ---------------------- \| ------------------- \| ------------------- \| \| 1. \| Remco Evenepoel \| Deceuninck-Quick Step \| 11h35m16s \| \| \| 2. \| George Bennett \| Jumbo-Visma \| + 18s \| \| \| 3. \| Mikel Landa \| Bahrain McLaren \| + 32s \| \| \| 4. \| Esteban Chaves \| Mitchelton-Scott \| + 35s \| \| \| 5. \| João Almeida \| Deceuninck-Quick Step \| + 45s \| \| \| 6. \| Richard Carapaz \| Team Ineos \| + 52s \| \| \| 7. \| Ben Hermans \| Israel Start-Up Nation \| + 52s \| \| \| 8. \| Fabio Aru \| UAE Team Emirates \| + 1m03s \| \| \| 9. \| David de la Cruz \| UAE Team Emirates \| + 1m33s \| \| \| 10. \| Mikel Nieve \| Mitchelton-Scott \| + 1m35s \| \| |                  |                        |           |
| |                  |                        |           |
| Fonte: ProCyclingStats |                  |                        |           |
| Classificação geral |                  |                        |           |
| Ciclista | Ciclista         | Equipe                 | Tempo     |
| 1. | Remco Evenepoel  | Deceuninck-Quick Step  | 11h35m16s |
| 2. | George Bennett   | Jumbo-Visma            | + 18s     |
| 3. | Mikel Landa      | Bahrain McLaren        | + 32s     |
| 4. | Esteban Chaves   | Mitchelton-Scott       | + 35s     |
| 5. | João Almeida     | Deceuninck-Quick Step  | + 45s     |
| 6. | Richard Carapaz  | Team Ineos             | + 52s     |
| 7. | Ben Hermans      | Israel Start-Up Nation | + 52s     |
| 8. | Fabio Aru        | UAE Team Emirates      | + 1m03s   |
| 9. | David de la Cruz | UAE Team Emirates      | + 1m33s   |
| 10. | Mikel Nieve      | Mitchelton-Scott       | + 1m35s   |

### 4.ª etapa
| Gumiel de Izán - Roa | etapa escarpada | (163 km) |

| \| Classificação por etapas \| Classificação por etapas \| Classificação por etapas \| Classificação por etapas \| Classificação por etapas \| \| Ciclista \| Ciclista \| Equipe \| Tempo \| \| \| ------------------------ \| ------------------------ \| -------------------------- \| ------------------------ \| ------------------------ \| \| 1. \| Sam Bennett \| Deceuninck-Quick Step \| 3h51m19s \| \| \| 2. \| Arnaud Démare \| Groupama-FDJ \| + 5s \| \| \| 3. \| Giacomo Nizzolo \| NTT Pro Cycling \| + 5s \| \| \| 4. \| Davide Cimolai \| Israel Start-Up Nation \| + 5s \| \| \| 5. \| Lionel Taminiaux \| Bingoal-Wallonie Bruxelles \| + 5s \| \| \| 6. \| Biniam Girmay \| Nippo-Delko One Provence \| + 5s \| \| \| 7. \| Jon Aberasturi \| Caja Rural-Seguros RGA \| + 5s \| \| \| 8. \| Martin Laas \| Bora-Hansgrohe \| + 5s \| \| \| 9. \| Alexander Edmondson \| Mitchelton-Scott \| + 5s \| \| \| 10. \| Rick Zabel \| Israel Start-Up Nation \| + 5s \| \| |                     |                            |          |
| |                     |                            |          |
| Fonte: ProCyclingStats |                     |                            |          |
| Classificação por etapas |                     |                            |          |
| Ciclista | Ciclista            | Equipe                     | Tempo    |
| 1. | Sam Bennett         | Deceuninck-Quick Step      | 3h51m19s |
| 2. | Arnaud Démare       | Groupama-FDJ               | + 5s     |
| 3. | Giacomo Nizzolo     | NTT Pro Cycling            | + 5s     |
| 4. | Davide Cimolai      | Israel Start-Up Nation     | + 5s     |
| 5. | Lionel Taminiaux    | Bingoal-Wallonie Bruxelles | + 5s     |
| 6. | Biniam Girmay       | Nippo-Delko One Provence   | + 5s     |
| 7. | Jon Aberasturi      | Caja Rural-Seguros RGA     | + 5s     |
| 8. | Martin Laas         | Bora-Hansgrohe             | + 5s     |
| 9. | Alexander Edmondson | Mitchelton-Scott           | + 5s     |
| 10. | Rick Zabel          | Israel Start-Up Nation     | + 5s     |

| \| Classificação geral \| Classificação geral \| Classificação geral \| Classificação geral \| Classificação geral \| \| Ciclista \| Ciclista \| Equipe \| Tempo \| \| \| ------------------- \| ------------------- \| ---------------------- \| ------------------- \| ------------------- \| \| 1. \| Remco Evenepoel \| Deceuninck-Quick Step \| 15h26m47s \| \| \| 2. \| George Bennett \| Jumbo-Visma \| + 18s \| \| \| 3. \| Mikel Landa \| Bahrain McLaren \| + 32s \| \| \| 4. \| Esteban Chaves \| Mitchelton-Scott \| + 35s \| \| \| 5. \| João Almeida \| Deceuninck-Quick Step \| + 45s \| \| \| 6. \| Richard Carapaz \| Team Ineos \| + 52s \| \| \| 7. \| Ben Hermans \| Israel Start-Up Nation \| + 52s \| \| \| 8. \| Fabio Aru \| UAE Team Emirates \| + 1m03s \| \| \| 9. \| David de la Cruz \| UAE Team Emirates \| + 1m33s \| \| \| 10. \| Mikel Nieve \| Mitchelton-Scott \| + 1m35s \| \| |                  |                        |           |
| |                  |                        |           |
| Fonte: ProCyclingStats |                  |                        |           |
| Classificação geral |                  |                        |           |
| Ciclista | Ciclista         | Equipe                 | Tempo     |
| 1. | Remco Evenepoel  | Deceuninck-Quick Step  | 15h26m47s |
| 2. | George Bennett   | Jumbo-Visma            | + 18s     |
| 3. | Mikel Landa      | Bahrain McLaren        | + 32s     |
| 4. | Esteban Chaves   | Mitchelton-Scott       | + 35s     |
| 5. | João Almeida     | Deceuninck-Quick Step  | + 45s     |
| 6. | Richard Carapaz  | Team Ineos             | + 52s     |
| 7. | Ben Hermans      | Israel Start-Up Nation | + 52s     |
| 8. | Fabio Aru        | UAE Team Emirates      | + 1m03s   |
| 9. | David de la Cruz | UAE Team Emirates      | + 1m33s   |
| 10. | Mikel Nieve      | Mitchelton-Scott       | + 1m35s   |

### 5.ª etapa
| Covarrubias - Parque natural das Lagoas Glaciares de Neila | alta montanha | (158 km) |

| \| Classificação por etapas \| Classificação por etapas \| Classificação por etapas \| Classificação por etapas \| Classificação por etapas \| \| Ciclista \| Ciclista \| Equipe \| Tempo \| \| \| ------------------------ \| ------------------------ \| ------------------------ \| ------------------------ \| ------------------------ \| \| 1. \| Iván Ramiro Sosa \| Team Ineos \| 3h47m56s \| \| \| 2. \| Mikel Landa \| Bahrain McLaren \| + 9s \| \| \| 3. \| Remco Evenepoel \| Deceuninck-Quick Step \| + 11s \| \| \| 4. \| João Almeida \| Deceuninck-Quick Step \| + 38s \| \| \| 5. \| Lennard Kämna \| Bora-Hansgrohe \| + 43s \| \| \| 6. \| Rafał Majka \| Bora-Hansgrohe \| + 44s \| \| \| 7. \| David Gaudu \| Groupama-FDJ \| + 58s \| \| \| 8. \| Esteban Chaves \| Mitchelton-Scott \| + 1m02s \| \| \| 9. \| Simon Yates \| Mitchelton-Scott \| + 1m10s \| \| \| 10. \| David de la Cruz \| UAE Team Emirates \| + 1m12s \| \| |                  |                       |          |
| |                  |                       |          |
| Fonte: ProCyclingStats |                  |                       |          |
| Classificação por etapas |                  |                       |          |
| Ciclista | Ciclista         | Equipe                | Tempo    |
| 1. | Iván Ramiro Sosa | Team Ineos            | 3h47m56s |
| 2. | Mikel Landa      | Bahrain McLaren       | + 9s     |
| 3. | Remco Evenepoel  | Deceuninck-Quick Step | + 11s    |
| 4. | João Almeida     | Deceuninck-Quick Step | + 38s    |
| 5. | Lennard Kämna    | Bora-Hansgrohe        | + 43s    |
| 6. | Rafał Majka      | Bora-Hansgrohe        | + 44s    |
| 7. | David Gaudu      | Groupama-FDJ          | + 58s    |
| 8. | Esteban Chaves   | Mitchelton-Scott      | + 1m02s  |
| 9. | Simon Yates      | Mitchelton-Scott      | + 1m10s  |
| 10. | David de la Cruz | UAE Team Emirates     | + 1m12s  |

## Classificações finais
- As classificações finalizaram da seguinte forma:[4]

### Classificação geral
| \| Classificação geral \| Classificação geral \| Classificação geral \| Classificação geral \| Classificação geral \| \| Ciclista \| Ciclista \| Equipe \| Tempo \| \| \| ------------------- \| ------------------- \| ---------------------- \| ------------------- \| ------------------- \| \| 1. \| Remco Evenepoel \| Deceuninck-Quick Step \| 19h14m42s \| \| \| 2. \| Mikel Landa \| Bahrain McLaren \| + 30s \| \| \| 3. \| João Almeida \| Deceuninck-Quick Step \| + 1m12s \| \| \| 4. \| Esteban Chaves \| Mitchelton-Scott \| + 1m26s \| \| \| 5. \| George Bennett \| Jumbo-Visma \| + 1m40s \| \| \| 6. \| Richard Carapaz \| Team Ineos \| + 1m58s \| \| \| 7. \| Ben Hermans \| Israel Start-Up Nation \| + 2m25s \| \| \| 8. \| David de la Cruz \| UAE Team Emirates \| + 2m34s \| \| \| 9. \| Fabio Aru \| UAE Team Emirates \| + 2m36s \| \| \| 10. \| Mikel Nieve \| Mitchelton-Scott \| + 3m00s \| \| |                  |                        |           |
| |                  |                        |           |
| Fonte: ProCyclingStats |                  |                        |           |
| Classificação geral |                  |                        |           |
| Ciclista | Ciclista         | Equipe                 | Tempo     |
| 1. | Remco Evenepoel  | Deceuninck-Quick Step  | 19h14m42s |
| 2. | Mikel Landa      | Bahrain McLaren        | + 30s     |
| 3. | João Almeida     | Deceuninck-Quick Step  | + 1m12s   |
| 4. | Esteban Chaves   | Mitchelton-Scott       | + 1m26s   |
| 5. | George Bennett   | Jumbo-Visma            | + 1m40s   |
| 6. | Richard Carapaz  | Team Ineos             | + 1m58s   |
| 7. | Ben Hermans      | Israel Start-Up Nation | + 2m25s   |
| 8. | David de la Cruz | UAE Team Emirates      | + 2m34s   |
| 9. | Fabio Aru        | UAE Team Emirates      | + 2m36s   |
| 10. | Mikel Nieve      | Mitchelton-Scott       | + 3m00s   |

### Classificação da montanha
| Classificação da montanha | Classificação da montanha | Classificação da montanha | Classificação da montanha | Classificação da montanha |
| Ciclista                  | Ciclista                  | Equipe                    | Pontos                    |                           |
| ------------------------- | ------------------------- | ------------------------- | ------------------------- | ------------------------- |
| 1.                        | Gotzon Martín             | Euskaltel-Euskadi         | 46 pts                    |                           |
| 2.                        | Remco Evenepoel           | Deceuninck-Quick Step     | 41 pts                    |                           |
| 3.                        | Mikel Landa               | Bahrain McLaren           | 32 pts                    |                           |
| 4.                        | Jetse Bol                 | Burgos-BH                 | 26 pts                    |                           |
| 5.                        | George Bennett            | Jumbo-Visma               | 25 pts                    |                           |
| 6.                        | João Almeida              | Deceuninck-Quick Step     | 24 pts                    |                           |
| 7.                        | Esteban Chaves            | Mitchelton-Scott          | 21 pts                    |                           |
| 8.                        | Iván Ramiro Sosa          | Team Ineos                | 18 pts                    |                           |
| 9.                        | Richard Carapaz           | Team Ineos                | 12 pts                    |                           |
| 10.                       | Diego Pablo Sevilla       | Kometa-Xstra              | 12 pts                    |                           |

### Classificação por pontos
| Classificação por pontos | Classificação por pontos | Classificação por pontos | Classificação por pontos | Classificação por pontos |
| Ciclista                 | Ciclista                 | Equipe                   | Pontos                   |                          |
| ------------------------ | ------------------------ | ------------------------ | ------------------------ | ------------------------ |
| 1.                       | Mikel Landa              | Bahrain McLaren          | 48 pts                   |                          |
| 2.                       | Remco Evenepoel          | Deceuninck-Quick Step    | 47 pts                   |                          |
| 3.                       | João Almeida             | Deceuninck-Quick Step    | 46 pts                   |                          |
| 4.                       | Sam Bennett              | Deceuninck-Quick Step    | 41 pts                   |                          |
| 5.                       | Arnaud Démare            | Groupama-FDJ             | 40 pts                   |                          |
| 6.                       | Esteban Chaves           | Mitchelton-Scott         | 27 pts                   |                          |
| 7.                       | Iván Ramiro Sosa         | Team Ineos               | 26 pts                   |                          |
| 8.                       | Felix Großschartner      | Bora-Hansgrohe           | 25 pts                   |                          |
| 9.                       | Fernando Gaviria         | UAE Team Emirates        | 25 pts                   |                          |
| 10.                      | George Bennett           | Jumbo-Visma              | 23 pts                   |                          |

### Classificação dos jovens
| Classificação dos jovens | Classificação dos jovens     | Classificação dos jovens | Classificação dos jovens | Classificação dos jovens |
| Ciclista                 | Ciclista                     | Equipe                   | Tempo                    |                          |
| ------------------------ | ---------------------------- | ------------------------ | ------------------------ | ------------------------ |
| 1.                       | Remco Evenepoel              | Deceuninck-Quick Step    | 19h14m42s                |                          |
| 2.                       | João Almeida                 | Deceuninck-Quick Step    | + 1m12s                  |                          |
| 3.                       | Óscar Rodríguez Garaicoechea | Astana                   | + 3m37s                  |                          |
| 4.                       | Cristián Rodríguez           | Caja Rural-Seguros RGA   | + 4m11s                  |                          |
| 5.                       | Lennard Kämna                | Bora-Hansgrohe           | + 5m41s                  |                          |
| 6.                       | José Manuel Díaz Gallego     | Nippo-Delko One Provence | + 5m47s                  |                          |
| 7.                       | David Gaudu                  | Groupama-FDJ             | + 6m30s                  |                          |
| 8.                       | Sepp Kuss                    | Jumbo-Visma              | + 6m31s                  |                          |
| 9.                       | Urko Berrade                 | Equipo Kern Pharma       | + 6m36s                  |                          |
| 10.                      | Edward Dunbar                | Team Ineos               | + 6m44s                  |                          |

### Classificação por equipas
| Classificação por equipes | Classificação por equipes | Classificação por equipes | Classificação por equipes |
| Equipe                    | Equipe                    | Tempo                     |                           |
| ------------------------- | ------------------------- | ------------------------- | ------------------------- |
| 1.                        | Mitchelton-Scott          | 57h52m38s                 |                           |
| 2.                        | Deceuninck-Quick Step     | + 2m03s                   |                           |
| 3.                        | Astana                    | + 6m31s                   |                           |
| 4.                        | Ineos                     | + 7m12s                   |                           |
| 5.                        | Caja Rural-Seguros RGA    | + 9m27s                   |                           |
| 6.                        | Equipo Kern Pharma        | + 13m39s                  |                           |
| 7.                        | Bora-Hansgrohe            | + 14m24s                  |                           |
| 8.                        | Bahrain McLaren           | + 15m52s                  |                           |
| 9.                        | Nippo Delko One Provence  | + 19m14s                  |                           |
| 10.                       | Jumbo-Visma               | + 24m38s                  |                           |

## Evolução das classificações
| Etapa                 | Vencedor              | Classificação geral | Classificação da montanha | Classificação por pontos | Classificação dos jovens | Classificação por equipas |
| --------------------- | --------------------- | ------------------- | ------------------------- | ------------------------ | ------------------------ | ------------------------- |
| 1.ª                   | Felix Großschartner   | Felix Großschartner | Gotzon Martín             | Felix Großschartner      | João Almeida             | Bora-Hansgrohe            |
| 2.ª                   | Fernando Gaviria      | Felix Großschartner | Gotzon Martín             | Felix Großschartner      | Edward Dunbar            | Bora-Hansgrohe            |
| 3.ª                   | Remco Evenepoel       | Remco Evenepoel     | Gotzon Martín             | João Almeida             | Remco Evenepoel          | Mitchelton-Scott          |
| 4.ª                   | Sam Bennett           | Remco Evenepoel     | Gotzon Martín             | Sam Bennett              | Remco Evenepoel          | Mitchelton-Scott          |
| 5.ª                   | Iván Ramiro Sosa      | Remco Evenepoel     | Gotzon Martín             | Mikel Landa              | Remco Evenepoel          | Mitchelton-Scott          |
| Classificações finais | Classificações finais | Remco Evenepoel     | Gotzon Martín             | Mikel Landa              | Remco Evenepoel          | Mitchelton-Scott          |

## UCI World Ranking
A Volta a Burgos outorgou pontos para o UCI World Ranking para corredores das equipas nas categorias UCI WorldTeam, UCI ProTeam e Continental. As seguintes tabelas são o barómetro de pontuação e os 10 corredores que obtiveram mais pontos:
| Posição             | 1.º | 2.º | 3.º | 4.º | 5.º | 6.º | 7.º | 8.º | 9.º | 10.º | 11.º | 12.º | 13.º | 14.º | 15.º | 16.º-30.º | 31.º-40.º |
| Classificação geral | 200 | 150 | 125 | 100 | 85  | 70  | 60  | 50  | 40  | 35   | 30   | 25   | 20   | 15   | 10   | 5         | 3         |
| Por etapa           | 20  | 10  | 5   |     |     |     |     |     |     |      |      |      |      |      |      |           |           |
| Líder               | 5   |     |     |     |     |     |     |     |     |      |      |      |      |      |      |           |           |

| Classificação |                  |                        |       |       |       |       |
| Posição       | Ciclista         | Equipa                 | Geral | Etapa | Líder | Total |
| ------------- | ---------------- | ---------------------- | ----- | ----- | ----- | ----- |
| 1.º           | Remco Evenepoel  | Deceuninck-Quick Step  | 200   | 25    | 10    | 235   |
| 2.º           | Mikel Landa      | Bahrain McLaren        | 150   | 15    | -     | 165   |
| 3.º           | João Almeida     | Deceuninck-Quick Step  | 125   | 10    | -     | 135   |
| 4.º           | Esteban Chaves   | Mitchelton-Scott       | 100   | -     | -     | 100   |
| 5.º           | George Bennett   | Jumbo-Visma            | 85    | 10    | -     | 95    |
| 6.º           | Richard Carapaz  | INEOS                  | 70    | -     | -     | 70    |
| 7.º           | Ben Hermans      | Israel Start-Up Nation | 60    | -     | -     | 60    |
| 8.º           | David de la Cruz | UAE Emirates           | 50    | -     | -     | 50    |
| 9.º           | Fabio Aru        | UAE Emirates           | 40    | -     | -     | 40    |
| 10.º          | Mikel Nieve      | Mitchelton-Scott       | 35    | -     | -     | 35    |